# Kroatischer Dart-Verband
Der Kroatische Dart-Verband (kroat. Hrvatski Pikado Savez, (HPS)) ist der offizielle nationale Dachverband für den Dartsport in Kroatien.

## Geschichte

### Gründung
Der Kroatische Dart-Verband wurde nach der Unabhängigkeit Kroatiens aus dem Vielvölkerstaat Jugoslawien im Jahre 1992, zunächst unter der Namensgebung "Verband Kompakter Sportarten", gegründet. Die Umbenennung in den Kroatischen Dart-Verband (HPS) erfolgte am 30. August 1999.

### Mitglieder
Der Kroatische Dart-Verband zählt insgesamt 1640 registrierte Dartspieler. Sie nehmen an den nationalen kroatischen Dartwettkämpfen der Regionalligen und an der kroatischen Meisterschaft wie auch an dem kroatischen Pokalwettbewerb teil, zudem am nationalen "Cybermasters"-Turnier. International vertreten sie Kroatien bei Teilnahmen an Dart-Weltmeisterschaften, Dart-Europameisterschaften, mit Teilnahmen am Dart-Europapokal und sonstigen Turnieren die durch die EDU (European Dart Union) organisiert und ausgetragen werden. Der Kroatische Dart-Verband zählt derzeit sieben Regionalverbände in folgenden kroatischen Gespannschaften:

## Regionalverbände in Kroatien

### Regionalverband Zentralkroatien
- Zagrebački savez pikado sporta
- Zajednica pikado klubova Sisačko - moslavačke županije

### Regionalverband Westkroatien
- Pikado savez Primorsko - goranske županije

### Regionalverband Nordkroatien
- Pikado savez Varaždinske županije

### Regionalverband Südkroatien
- Dalmatinski pikado Savez - Split
- Makarski pikado savez

### Regionalverband Westkroatien
- Istarski pikado savez

Folgende regionale Dartverbände stehen kurz vor ihrer Gründung:
Der Pikado Savez Vukovarsko srijemske županije, der Pikado Savez Ličko Senjske županije, der Pikado Savez Slavonske županije und der Pikado Savez auf dem Gebiet Karlovac.

### Dartliga
Die nationalen Dartwettbewerbe in Kroatien werden in den sieben Regionalverbänden unter der Kategorie A, B und C ausgetragen. Zum Beispiel nehmen im Zagreber Regionalverband unter der Kategorie A, B und C 18 Vereine mit 38 Mannschaften teil.

### Meisterschafts- und Pokalwettbewerb
Die Kroatische Dartmeisterschaft wird einmal im Jahr organisiert. Die Austragung der Meisterschaft dauert in der Regel zwischen zwei und drei Tagen. An ihr nehmen die besten Mannschaften der sieben Regionalverbände teil. In der Einzelkategorie für den Titel des/der besten Kroatischen Dartspielers/Dartspielerin können alle registrierten Dartspieler Kroatiens teilnehmen.
Der Kroatische Dart-Pokalwettbewerb wird im Monat September ausgetragen. An diesem nehmen die 24 besten Regionalmannschaften teil.

### Cybermaster Turnier
Während der nationalen Dartwettkämpfen organisiert der Kroatische Dart-Verband acht zusätzliche Dartwettbewerbe des Cybermaster-Turniers. Es findet in den verschiedenen Regionalverbänden statt. Die erreichten Punkte des Turniers fließen dann in das Gesamtergebnis des nationalen Rankings ein. Im Cybermaster-Wettbewerb finden Männereinzel, Fraueneinzel und gemischte Doppel statt. Die besten vier Dartspieler des Turniers werden in die kroatische Dartnationalmannschaft berufen, neben diesen werden weitere zwei Dartspieler durch den Kroatischen Dart-Verband in die Nationalmannschaft nominiert.

### Europäische Erfolge
An europäischen Dartwettbewerben erreichten kroatische Dartspieler folgende Erfolge:
- 1999: Gewinn in der Kategorie FECS in Kalkar, Deutschland,

Gewinn der EP der EDU in Brno, Tschechische Republik - durch die kroatische Männer-Dartnationalmannschaft
- 2000: Gewinn der EP in Riccione, Italien - durch die kroatische Männer-Dartnationalmannschaft

- 2002: Gewinn der EP - durch die kroatische Frauen-Dartnationalmannschaft in Sankt Johann, Österreich

- 2003: Gewinn der EP - durch die kroatische Frauen-Dartnationalmannschaft in Salou, Spanien

- 2004: Gewinn der EP - durch die kroatische Frauen-Dartnationalmannschaft in Hamburg, Deutschland

- 2008: Zweiter Platz bei der EP - durch die kroatische Männer-Dartnationalmannschaft in Caorle, Italien[1]

### Weltmeisterschaften
Bei bisherigen Teilnahmen an Dart-Weltmeisterschaften wurden kroatische Dartspieler einige Male Dartweltmeister.

### Ranking
Die kroatische Dartnationalmannschaft belegt hinter Österreich den 2. Platz in der europäischen Gesamtwertung. Bester Einzelspieler in Europa ist nach dem EDU-Ranking der Kroate Boris Krčmar.

### Kandidaturen
Bisher wurden in Kroatien zwei Dart-Europameisterschaften, im Jahre 2001 in Poreč und 2006 in Umag, ausgetragen. Der Kroatische Dart-Verband kandidierte im Jahre 2007 bei der World Dart Federation (WDF) um die Austragung der Dart-Weltmeisterschaften in Kroatien.

### Kroatische Dartsportzeitung
Der Kroatische Dart-Verband gibt monatlich seine Zeitung "Pikado" heraus. Sie wird kostenlos an alle kroatischen Dartverbände und Dartvereine verteilt. Die Auflage beträgt an die 5000 Exemplare.

### Humanitäre Turniere
Der Kroatische Dart-Verband organisierte bisher einige humanitäre Dartwettberwerbe für körperbehinderte und blinde Menschen.